# ناتالي لوي
ناتالي لوي (بالإنجليزية: Natalie Lowe) هي راقصة أسترالية، ولدت في 15 أغسطس 1980 في سيدني في أستراليا.

## وصلات خارجية
- ناتالي لوي على موقع IMDb (الإنجليزية)